# Campeonato Mundial de Voleibol Feminino de 2014
O Campeonato Mundial de Voleibol Feminino de 2014 foi a 17ª edição da principal competição organizada pela Federação Internacional de Voleibol (FIVB). Foi realizada pela primeira vez na história na Itália, entre 23 de setembro e 12 de outubro em seis cidades.
Os Estados Unidos conquistaram o seu primeiro título mundial após derrotar a China por 3 sets a 1 na grande final. Vice-campeão mundial em 2006 e 2010, o Brasil conquistou a medalha de bronze ao derrotar a Itália por 3 a 2.

## Locais
| Milão                               | Roma                               | Trieste                       |
| ----------------------------------- | ---------------------------------- | ----------------------------- |
| Mediolanum Forum Capacidade: 12 500 | PalaLottomatica Capacidade: 10 710 | PalaTrieste Capacidade: 7 000 |
|                                     |                                    |                               |
| MilãoRomaTriesteVeronaMódenaBari    |                                    |                               |
| Verona                              | Módena                             | Bari                          |
| PalaOlimpia Capacidade: 5 350       | PalaPanini Capacidade: 5 211       | PalaFlorio Capacidade: 5 080  |
|                                     |                                    |                               |

## Qualificatórias

### Equipes participantes
| Confederação              | Seleção              | Classificada como          | Data em que a classificação foi assegurada | Aparições | Aparições consecutivas | Última aparição | Melhor resultado anterior                           |
| ------------------------- | -------------------- | -------------------------- | ------------------------------------------ | --------- | ---------------------- | --------------- | --------------------------------------------------- |
| CEV (9 vagas + país-sede) | Itália               | País-sede                  | 25 de novembro de 2009                     | 10        | 10                     | 2010            | Campeão (2002)                                      |
| CEV (9 vagas + país-sede) | Rússia               | Campeão europeu            | 13 de setembro de 2013                     | 16        | 12                     | 2010            | Campeão (1952, 1956, 1960, 1970, 1990, 2006 e 2010) |
| CEV (9 vagas + país-sede) | Alemanha             | Vice-campeão europeu       | 13 de setembro de 2013                     | 14        | 11                     | 2010            | 5º lugar (1994)                                     |
| CEV (9 vagas + país-sede) | Turquia              | Vencedor do grupo I        | 5 de janeiro de 2014                       | 3         | 3                      | 2010            | 6º lugar (2010)                                     |
| CEV (9 vagas + país-sede) | Azerbaijão           | Vencedor do grupo J        | 5 de janeiro de 2014                       | 3         | 1                      | 2006            | 9º lugar (1994)                                     |
| CEV (9 vagas + país-sede) | Bélgica              | Vencedor do grupo K        | 5 de janeiro de 2014                       | 3         | 1                      | 1978            | 13º lugar (1956)                                    |
| CEV (9 vagas + país-sede) | Croácia              | Vencedor do grupo L        | 5 de janeiro de 2014                       | 3         | 2                      | 2010            | 6º lugar (1998)                                     |
| CEV (9 vagas + país-sede) | Bulgária             | Vencedor do grupo M        | 5 de janeiro de 2014                       | 11        | 1                      | 2002            | 4º lugar (1952)                                     |
| CEV (9 vagas + país-sede) | Sérvia               | Melhor 2º colocado         | 5 de janeiro de 2014                       | 4         | 3                      | 2010            | 3º lugar (2006)                                     |
| CSV (2 vagas)             | Brasil               | Campeão sul-americano      | 21 de setembro de 2013                     | 15        | 12                     | 2010            | Vice-campeão (1994, 2006 e 2010)                    |
| CSV (2 vagas)             | Argentina            | Vencedor do qualificatório | 20 de outubro de 2013                      | 5         | 1                      | 2002            | 8º lugar (1960)                                     |
| NORCECA (6 vagas)         | Estados Unidos       | Vencedor do grupo O        | 18 de maio de 2014                         | 15        | 13                     | 2010            | Vice-campeão (1967 e 2002)                          |
| NORCECA (6 vagas)         | República Dominicana | Vencedor do grupo P        | 18 de maio de 2014                         | 7         | 5                      | 2010            | 11º lugar (1998)                                    |
| NORCECA (6 vagas)         | Cuba                 | Vencedor do grupo Q        | 17 de maio de 2014                         | 12        | 12                     | 2010            | Campeão (1978, 1994 e 1998)                         |
| NORCECA (6 vagas)         | Porto Rico           | Vencedor do grupo R        | 25 de maio de 2014                         | 6         | 4                      | 2010            | 10º lugar (2002)                                    |
| NORCECA (6 vagas)         | Canadá               | Vencedor do grupo S        | 19 de maio de 2014                         | 8         | 2                      | 2010            | 11º lugar (1974 e 1982)                             |
| NORCECA (6 vagas)         | México               | Vencedor do playoff        | 20 de julho de 2014                        | 7         | 1                      | 2006            | 10º lugar (1974)                                    |
| CAVB (2 vagas)            | Camarões             | Vencedor do grupo T        | 1 de março de 2014                         | 2         | 1                      | 2006            | 21º lugar (2006)                                    |
| CAVB (2 vagas)            | Tunísia              | Vencedor do grupo U        | 22 de fevereiro de 2014                    | 3         | 1                      | 1986            | 16º lugar (1986)                                    |
| AVC (4 vagas)             | Japão                | Vencedor do grupo A        | 7 de setembro de 2013                      | 15        | 15                     | 2010            | Campeão (1962, 1967 e 1974)                         |
| AVC (4 vagas)             | Tailândia            | 2º lugar do grupo A        | 7 de setembro de 2013                      | 4         | 2                      | 2010            | 13º lugar (1998 e 2010)                             |
| AVC (4 vagas)             | China                | Vencedor do grupo B        | 30 de setembro de 2013                     | 13        | 11                     | 2010            | Campeão (1982 e 1986)                               |
| AVC (4 vagas)             | Cazaquistão          | 2º lugar do grupo B        | 1 de outubro de 2013                       | 3         | 3                      | 2010            | 17º lugar (2006)                                    |

## Regulamento

### Composição dos grupos
Os times que compuseram as três primeiras posições de cada grupo foram distribuídos de acordo com o ranking da FIVB de janeiro de 2014, exceto pelo grupo A, no qual a primeira posição foi ocupada pela seleção italiana, anfitriã, independentemente do ranking. Assim foram distribuídas as doze primeiras equipes (entre parênteses está a posição de cada equipe no ranking):
Ao final do sorteio, realizado em Parma a 10 de março de 2014, foram definidos os seguintes grupos:
| Linha | Grupo A                  | Grupo B       | Grupo C            | Grupo D         |
| ----- | ------------------------ | ------------- | ------------------ | --------------- |
| 1     | Itália (país sede, 4)    | Brasil (1)    | Estados Unidos (2) | Japão (3)       |
| 2     | República Dominicana (8) | Sérvia (7)    | Rússia (6)         | China (5)       |
| 3     | Alemanha (9)             | Turquia (11)  | Tailândia (12)     | Porto Rico (17) |
| 4     | Argentina (18)           | Canadá (20)   | Países Baixos (18) | Cuba (21)       |
| 5     | Croácia (24)             | Camarões (26) | Cazaquistão (23)   | Bélgica (22)    |
| 6     | Tunísia (27)             | Bulgária (35) | México (28)        | Azerbaijão (37) |

### Fórmula de disputa
Na primeira fase, as equipes jogaram umas contra as outras dentro de seu grupo em turno único. As quatro primeiras colocadas de cada grupo avançaram à fase seguinte. Cada equipe carregou para a segunda fase o resultado dos jogos da primeira contra os demais classificados de seu grupo.[carece de fontes?]
Na segunda fase, as classificadas dos grupos A e D compuseram o grupo E, bem como as classificadas dos grupos B e C formaram o grupo F. No grupo E, as classificadas do grupo A enfrentaram as classificadas do grupo D uma única vez; de modo análogo, no grupo F, os classificados do grupo B enfrentaram os do C. Os três primeiros colocados dos grupos E e F se classificaram para a terceira fase.
Na última fase de grupos, as equipes foram distribuídas em duas chaves com três times cada, de acordo com um sorteio, sendo que os primeiros colocados dos grupos da fase anterior foram os cabeças de chave. As equipes se enfrentaram dentro de suas chaves em turno único e as duas primeiras colocadas de cada grupo se classificaram às semifinais. Nas três fases de grupos, um placar de 3–0 ou 3–1 assegura três pontos na classificação para a equipe vencedora e nenhum para a perdedora. No caso de um placar de 3–2, o time vencedor soma dois pontos e o derrotado, um.[carece de fontes?]
As equipes semifinalistas se enfrentaram em cruzamento olímpico; as vencedoras das semifinais disputaram o título mundial e as derrotadas, a medalha de bronze.

## Primeira fase

### Grupo A
- Local: PalaLottomatica, Roma

|     |                      |     | Jogos | Jogos | Jogos | Resultados | Resultados | Resultados | Resultados | Resultados | Resultados | Sets | Sets | Sets  | Pontos | Pontos | Pontos |
| Pos | Equipe               | Pts | T     | V     | D     | 3–0        | 3–1        | 3–2        | 2–3        | 1–3        | 0–3        | V    | P    | R     | V      | P      | R      |
| --- | -------------------- | --- | ----- | ----- | ----- | ---------- | ---------- | ---------- | ---------- | ---------- | ---------- | ---- | ---- | ----- | ------ | ------ | ------ |
| 1   | Itália               | 13  | 5     | 4     | 1     | 3          | 1          | 0          | 1          | 0          | 0          | 14   | 4    | 3.500 | 416    | 299    | 1.391  |
| 2   | República Dominicana | 12  | 5     | 5     | 0     | 1          | 1          | 3          | 0          | 0          | 0          | 15   | 7    | 2.143 | 492    | 422    | 1.166  |
| 3   | Croácia              | 9   | 5     | 3     | 2     | 0          | 2          | 1          | 1          | 0          | 1          | 11   | 10   | 1.100 | 442    | 444    | 0.995  |
| 4   | Alemanha             | 8   | 5     | 2     | 3     | 2          | 0          | 0          | 2          | 1          | 0          | 11   | 9    | 1.222 | 431    | 363    | 1.187  |
| 5   | Argentina            | 3   | 5     | 1     | 4     | 1          | 0          | 0          | 0          | 2          | 2          | 5    | 12   | 0.417 | 328    | 404    | 0.812  |
| 6   | Tunísia              | 0   | 5     | 0     | 5     | 0          | 0          | 0          | 0          | 1          | 4          | 1    | 15   | 0.067 | 219    | 396    | 0.553  |

| Data   |                      | Placar |                      | 1º Set | 2º Set | 3º Set | 4º Set | 5º Set | Total   |
| ------ | -------------------- | ------ | -------------------- | ------ | ------ | ------ | ------ | ------ | ------- |
| 23 set | Argentina            | 1–3    | Croácia              | 17–25  | 28–26  | 24–26  | 19–25  |        | 88–102  |
| 23 set | República Dominicana | 3–2    | Alemanha             | 22–25  | 25–21  | 25–21  | 24–26  | 15–13  | 111–106 |
| 23 set | Itália               | 3–0    | Tunísia              | 25–11  | 25–13  | 25–8   |        |        | 75–32   |
| 24 set | República Dominicana | 3–0    | Tunísia              | 25–14  | 25–19  | 25–10  |        |        | 75–43   |
| 24 set | Alemanha             | 3–0    | Argentina            | 25–12  | 25–13  | 25–14  |        |        | 75–39   |
| 24 set | Croácia              | 0–3    | Itália               | 24–26  | 15–25  | 11–25  |        |        | 50–76   |
| 25 set | Alemanha             | 3–0    | Tunísia              | 25–7   | 25–12  | 25–7   |        |        | 75–26   |
| 25 set | Croácia              | 2–3    | República Dominicana | 22–25  | 13–25  | 25–22  | 26–24  | 17–19  | 103–115 |
| 25 set | Argentina            | 0–3    | Itália               | 17–25  | 17–25  | 16–25  |        |        | 50–75   |
| 27 set | Tunísia              | 1–3    | Croácia              | 6–25   | 25–21  | 16–25  | 13–25  |        | 60–96   |
| 27 set | República Dominicana | 3–1    | Argentina            | 25–13  | 25–20  | 19–25  | 25–18  |        | 94–76   |
| 27 set | Itália               | 3–1    | Alemanha             | 21–25  | 25–17  | 25–10  | 25–18  |        | 96–70   |
| 28 set | Tunísia              | 0–3    | Argentina            | 19–25  | 18–25  | 21–25  |        |        | 58–75   |
| 28 set | Croácia              | 3–2    | Alemanha             | 17–25  | 25–23  | 9–25   | 25–21  | 15–11  | 91–105  |
| 28 set | Itália               | 2–3    | República Dominicana | 15–25  | 25–16  | 21–25  | 25–16  | 8–15   | 94–97   |

### Grupo B
- Local: PalaTrieste, Trieste

|     |          |     | Jogos | Jogos | Jogos | Resultados | Resultados | Resultados | Resultados | Resultados | Resultados | Sets | Sets | Sets  | Pontos | Pontos | Pontos |
| Pos | Equipe   | Pts | T     | V     | D     | 3–0        | 3–1        | 3–2        | 2–3        | 1–3        | 0–3        | V    | P    | R     | V      | P      | R      |
| --- | -------- | --- | ----- | ----- | ----- | ---------- | ---------- | ---------- | ---------- | ---------- | ---------- | ---- | ---- | ----- | ------ | ------ | ------ |
| 1   | Brasil   | 14  | 5     | 5     | 0     | 3          | 1          | 1          | 0          | 0          | 0          | 15   | 3    | 5,000 | 428    | 333    | 1.285  |
| 2   | Sérvia   | 11  | 5     | 4     | 1     | 1          | 2          | 1          | 0          | 1          | 0          | 13   | 7    | 1.857 | 467    | 405    | 1.153  |
| 3   | Bulgária | 9   | 5     | 3     | 2     | 2          | 0          | 1          | 1          | 0          | 1          | 11   | 8    | 1.375 | 417    | 396    | 1.053  |
| 4   | Turquia  | 8   | 5     | 2     | 3     | 2          | 0          | 0          | 2          | 1          | 0          | 11   | 9    | 1.222 | 436    | 396    | 1.101  |
| 5   | Canadá   | 3   | 5     | 1     | 4     | 0          | 1          | 0          | 0          | 1          | 3          | 4    | 13   | 0.308 | 296    | 392    | 0.755  |
| 6   | Camarões | 0   | 5     | 0     | 5     | 0          | 0          | 0          | 0          | 1          | 4          | 1    | 15   | 0.067 | 274    | 396    | 0.692  |

| Data   |          | Placar |          | 1º Set | 2º Set | 3º Set | 4º Set | 5º Set | Total   |
| ------ | -------- | ------ | -------- | ------ | ------ | ------ | ------ | ------ | ------- |
| 23 set | Canadá   | 3–1    | Camarões | 25–12  | 25–15  | 20–25  | 25–14  |        | 95–66   |
| 23 set | Sérvia   | 3–1    | Turquia  | 25–15  | 20–25  | 25–19  | 25–22  |        | 95–81   |
| 23 set | Brasil   | 3–0    | Bulgária | 25–19  | 25–22  | 25–16  |        |        | 75–57   |
| 24 set | Turquia  | 3–0    | Canadá   | 25–10  | 25–12  | 25–17  |        |        | 75–39   |
| 24 set | Camarões | 0–3    | Brasil   | 14–25  | 15–25  | 18–25  |        |        | 47–75   |
| 24 set | Sérvia   | 3–2    | Bulgária | 25–19  | 23–25  | 25–19  | 18–25  | 15–12  | 106–100 |
| 25 set | Canadá   | 0–3    | Brasil   | 14–25  | 8–25   | 18–25  |        |        | 40–75   |
| 25 set | Camarões | 0–3    | Sérvia   | 17–25  | 13–25  | 24–26  |        |        | 54–76   |
| 25 set | Turquia  | 2–3    | Bulgária | 25–20  | 23–25  | 18–25  | 27–25  | 12–15  | 105–110 |
| 27 set | Bulgária | 3–0    | Camarões | 25–16  | 25–20  | 25–23  |        |        | 75–59   |
| 27 set | Sérvia   | 3–1    | Canadá   | 25–7   | 26–28  | 25–21  | 25–15  |        | 101–71  |
| 27 set | Brasil   | 3–2    | Turquia  | 17–25  | 22–25  | 25–19  | 25–21  | 15–10  | 104–100 |
| 28 set | Camarões | 0–3    | Turquia  | 18–25  | 18–25  | 12–25  |        |        | 48–75   |
| 28 set | Bulgária | 3–0    | Canadá   | 25–17  | 25–16  | 25–18  |        |        | 75–51   |
| 28 set | Brasil   | 3–1    | Sérvia   | 24–26  | 25–21  | 25–19  | 25–23  |        | 99–89   |

### Grupo C
- Local: PalaOlimpia, Verona

|     |                |     | Jogos | Jogos | Jogos | Resultados | Resultados | Resultados | Resultados | Resultados | Resultados | Sets | Sets | Sets  | Pontos | Pontos | Pontos |
| Pos | Equipe         | Pts | T     | V     | D     | 3–0        | 3–1        | 3–2        | 2–3        | 1–3        | 0–3        | V    | P    | R     | V      | P      | R      |
| --- | -------------- | --- | ----- | ----- | ----- | ---------- | ---------- | ---------- | ---------- | ---------- | ---------- | ---- | ---- | ----- | ------ | ------ | ------ |
| 1   | Estados Unidos | 15  | 5     | 5     | 0     | 3          | 2          | 0          | 0          | 0          | 0          | 15   | 2    | 7.500 | 437    | 357    | 1.224  |
| 2   | Rússia         | 12  | 5     | 4     | 1     | 3          | 1          | 0          | 0          | 1          | 0          | 13   | 4    | 3.250 | 427    | 354    | 1.206  |
| 3   | Países Baixos  | 9   | 5     | 3     | 2     | 3          | 0          | 0          | 0          | 1          | 1          | 10   | 6    | 1.667 | 377    | 358    | 1.053  |
| 4   | Cazaquistão    | 6   | 5     | 2     | 3     | 2          | 0          | 0          | 0          | 0          | 3          | 6    | 9    | 0.667 | 316    | 331    | 0.955  |
| 5   | Tailândia      | 3   | 5     | 1     | 4     | 1          | 0          | 0          | 0          | 0          | 4          | 3    | 12   | 0.250 | 323    | 383    | 0.843  |
| 6   | México         | 0   | 5     | 0     | 5     | 0          | 0          | 0          | 0          | 1          | 4          | 1    | 15   | 0.067 | 318    | 415    | 0.766  |

| Data   |                | Placar |                | 1º Set | 2º Set | 3º Set | 4º Set | 5º Set | Total   |
| ------ | -------------- | ------ | -------------- | ------ | ------ | ------ | ------ | ------ | ------- |
| 23 set | Países Baixos  | 3–0    | Cazaquistão    | 25–21  | 25–17  | 25–21  |        |        | 75–59   |
| 23 set | Rússia         | 3–0    | Tailândia      | 25–18  | 25–19  | 25–22  |        |        | 75–59   |
| 23 set | Estados Unidos | 3–1    | México         | 19–25  | 25–11  | 25–20  | 25–14  |        | 94–70   |
| 24 set | Cazaquistão    | 0–3    | Estados Unidos | 20–25  | 15–25  | 22–25  |        |        | 57–75   |
| 24 set | Rússia         | 3–0    | México         | 25–17  | 25–22  | 25–13  |        |        | 75–52   |
| 24 set | Tailândia      | 0–3    | Países Baixos  | 20–25  | 22–25  | 18–25  |        |        | 60–75   |
| 25 set | Tailândia      | 3–0    | México         | 27–25  | 36–34  | 26–24  |        |        | 89–83   |
| 25 set | Cazaquistão    | 0–3    | Rússia         | 13–25  | 21–25  | 16–25  |        |        | 50–75   |
| 25 set | Países Baixos  | 0–3    | Estados Unidos | 27–29  | 21–25  | 18–25  |        |        | 66–79   |
| 27 set | México         | 0–3    | Cazaquistão    | 12–25  | 16–25  | 21–25  |        |        | 49–75   |
| 27 set | Rússia         | 3–1    | Países Baixos  | 19–25  | 25–13  | 27–25  | 25–16  |        | 96–79   |
| 27 set | Estados Unidos | 3–0    | Tailândia      | 25–15  | 25–23  | 25–20  |        |        | 75–58   |
| 28 set | México         | 0–3    | Países Baixos  | 30–32  | 17–25  | 17–25  |        |        | 64–82   |
| 28 set | Cazaquistão    | 3–0    | Tailândia      | 25–15  | 25–22  | 25–20  |        |        | 75–57   |
| 28 set | Estados Unidos | 3–1    | Rússia         | 34–32  | 25–19  | 29–31  | 26–24  |        | 114–106 |

### Grupo D
- Local: PalaFlorio, Bari

|     |            |     | Jogos | Jogos | Jogos | Resultados | Resultados | Resultados | Resultados | Resultados | Resultados | Sets | Sets | Sets  | Pontos | Pontos | Pontos |
| Pos | Equipe     | Pts | T     | V     | D     | 3–0        | 3–1        | 3–2        | 2–3        | 1–3        | 0–3        | V    | P    | R     | V      | P      | R      |
| --- | ---------- | --- | ----- | ----- | ----- | ---------- | ---------- | ---------- | ---------- | ---------- | ---------- | ---- | ---- | ----- | ------ | ------ | ------ |
| 1   | China      | 14  | 5     | 5     | 0     | 4          | 0          | 1          | 0          | 0          | 0          | 15   | 2    | 7.500 | 408    | 309    | 1.320  |
| 2   | Japão      | 11  | 5     | 3     | 2     | 2          | 1          | 0          | 2          | 0          | 0          | 13   | 7    | 1.857 | 444    | 426    | 1.042  |
| 3   | Bélgica    | 9   | 5     | 3     | 2     | 3          | 0          | 0          | 0          | 1          | 1          | 10   | 6    | 1.667 | 377    | 325    | 1.160  |
| 4   | Azerbaijão | 7   | 5     | 3     | 2     | 0          | 1          | 2          | 0          | 0          | 2          | 9    | 11   | 0.818 | 410    | 449    | 0.913  |
| 5   | Porto Rico | 4   | 5     | 1     | 4     | 1          | 0          | 0          | 1          | 1          | 2          | 6    | 12   | 0.500 | 364    | 399    | 0.912  |
| 6   | Cuba       | 0   | 5     | 0     | 5     | 0          | 0          | 0          | 0          | 1          | 4          | 1    | 15   | 0.067 | 308    | 403    | 0.764  |

| Data   |            | Placar |            | 1º Set | 2º Set | 3º Set | 4º Set | 5º Set | Total   |
| ------ | ---------- | ------ | ---------- | ------ | ------ | ------ | ------ | ------ | ------- |
| 23 set | China      | 3–0    | Porto Rico | 25–23  | 25–18  | 25–20  |        |        | 75–61   |
| 23 set | Japão      | 2–3    | Azerbaijão | 25–17  | 20–25  | 25–20  | 21–25  | 9–15   | 100–102 |
| 23 set | Cuba       | 0–3    | Bélgica    | 15–25  | 12–25  | 16–25  |        |        | 43–75   |
| 24 set | China      | 3–0    | Azerbaijão | 25–13  | 25–16  | 25–17  |        |        | 75–46   |
| 24 set | Bélgica    | 1–3    | Japão      | 22–25  | 25–22  | 20–25  | 23–25  |        | 90–97   |
| 24 set | Porto Rico | 3–0    | Cuba       | 25–22  | 27–25  | 25–19  |        |        | 77–66   |
| 25 set | Porto Rico | 2–3    | Azerbaijão | 20–25  | 26–24  | 24–26  | 25–16  | 15–17  | 110–108 |
| 25 set | Cuba       | 0–3    | Japão      | 19–25  | 24–26  | 23–25  |        |        | 66–76   |
| 25 set | Bélgica    | 0–3    | China      | 21–25  | 22–25  | 19–25  |        |        | 62–75   |
| 27 set | Azerbaijão | 0–3    | Bélgica    | 21–25  | 12–25  | 21–25  |        |        | 54–75   |
| 27 set | Japão      | 3–0    | Porto Rico | 25–21  | 25–20  | 25–19  |        |        | 75–60   |
| 27 set | China      | 3–0    | Cuba       | 25–15  | 25–11  | 25–18  |        |        | 75–44   |
| 28 set | Azerbaijão | 3–1    | Cuba       | 25–20  | 25–27  | 25–20  | 25–22  |        | 100–89  |
| 28 set | Japão      | 2–3    | China      | 16–25  | 25–18  | 27–25  | 17–25  | 11–15  | 96–108  |
| 28 set | Bélgica    | 3–0    | Porto Rico | 25–20  | 25–17  | 25–19  |        |        | 75–56   |

## Segunda fase

### Grupo E
- Locais: PalaTrieste, Trieste e PalaFlorio, Bari

|     |                      |     | Jogos | Jogos | Jogos | Resultados | Resultados | Resultados | Resultados | Resultados | Resultados | Sets | Sets | Sets  | Pontos | Pontos | Pontos |
| Pos | Equipe               | Pts | T     | V     | D     | 3–0        | 3–1        | 3–2        | 2–3        | 1–3        | 0–3        | V    | P    | R     | V      | P      | R      |
| --- | -------------------- | --- | ----- | ----- | ----- | ---------- | ---------- | ---------- | ---------- | ---------- | ---------- | ---- | ---- | ----- | ------ | ------ | ------ |
| 1   | Itália               | 19  | 7     | 6     | 1     | 3          | 3          | 0          | 1          | 0          | 0          | 20   | 6    | 3.333 | 610    | 509    | 1.198  |
| 2   | China                | 16  | 7     | 6     | 1     | 4          | 0          | 2          | 0          | 1          | 0          | 19   | 7    | 2.714 | 599    | 504    | 1.188  |
| 3   | República Dominicana | 13  | 7     | 5     | 2     | 0          | 1          | 4          | 2          | 0          | 0          | 19   | 15   | 1.267 | 734    | 686    | 1.070  |
| 4   | Japão                | 10  | 7     | 3     | 4     | 0          | 1          | 2          | 3          | 0          | 1          | 15   | 17   | 0.882 | 670    | 693    | 0.967  |
| 5   | Alemanha             | 9   | 7     | 2     | 5     | 2          | 0          | 0          | 3          | 1          | 1          | 13   | 15   | 0.867 | 597    | 591    | 1.010  |
| 6   | Bélgica              | 7   | 7     | 2     | 5     | 1          | 1          | 0          | 1          | 1          | 3          | 9    | 16   | 0.563 | 534    | 563    | 0.948  |
| 7   | Croácia              | 5   | 7     | 2     | 5     | 0          | 0          | 2          | 1          | 2          | 2          | 10   | 19   | 0.526 | 556    | 670    | 0.830  |
| 8   | Azerbaijão           | 5   | 7     | 2     | 5     | 0          | 1          | 1          | 0          | 2          | 3          | 8    | 18   | 0.444 | 519    | 603    | 0.861  |

| Data  |                      | Placar |            | 1º Set | 2º Set | 3º Set | 4º Set | 5º Set | Total   |
| ----- | -------------------- | ------ | ---------- | ------ | ------ | ------ | ------ | ------ | ------- |
| 1 out | República Dominicana | 3–2    | Bélgica    | 25–17  | 25–22  | 22–25  | 22–25  | 15–6   | 109–95  |
| 1 out | Croácia              | 3–2    | Japão      | 18–25  | 25–23  | 25–27  | 25–20  | 15–8   | 108–103 |
| 1 out | Itália               | 3–1    | Azerbaijão | 25–19  | 25–21  | 21–25  | 25–23  |        | 96–88   |
| 1 out | Alemanha             | 0–3    | China      | 16–25  | 23–25  | 23–25  |        |        | 62–75   |
| 2 out | República Dominicana | 3–1    | Azerbaijão | 23–25  | 25–11  | 25–21  | 25–17  |        | 98–74   |
| 2 out | Alemanha             | 2–3    | Japão      | 25–23  | 24–26  | 19–25  | 25–16  | 11–15  | 104–105 |
| 2 out | Itália               | 3–0    | Bélgica    | 25–18  | 25–22  | 25–18  |        |        | 75–58   |
| 2 out | Croácia              | 0–3    | China      | 12–25  | 15–25  | 15–25  |        |        | 42–75   |
| 4 out | República Dominicana | 2–3    | China      | 19–25  | 19–25  | 25–22  | 25–20  | 10–15  | 98–107  |
| 4 out | Alemanha             | 3–0    | Bélgica    | 25–20  | 25–15  | 25–21  |        |        | 75–56   |
| 4 out | Itália               | 3–0    | Japão      | 25–23  | 25–20  | 25–19  |        |        | 75–62   |
| 4 out | Croácia              | 1–3    | Azerbaijão | 25–23  | 23–25  | 13–25  | 23–25  |        | 84–98   |
| 5 out | Alemanha             | 3–0    | Azerbaijão | 25–15  | 25–23  | 25–19  |        |        | 75–57   |
| 5 out | República Dominicana | 2–3    | Japão      | 21–25  | 23–25  | 25–19  | 25–23  | 12–15  | 106–107 |
| 5 out | Itália               | 3–1    | China      | 22–25  | 25–18  | 26–24  | 25–17  |        | 98–84   |
| 5 out | Croácia              | 1–3    | Bélgica    | 12–25  | 23–25  | 25–23  | 18–25  |        | 78–98   |

### Grupo F
- Locais: PalaOlimpia, Verona e PalaPanini, Módena

|     |                |     | Jogos | Jogos | Jogos | Resultados | Resultados | Resultados | Resultados | Resultados | Resultados | Sets | Sets | Sets  | Pontos | Pontos | Pontos |
| Pos | Equipe         | Pts | T     | V     | D     | 3–0        | 3–1        | 3–2        | 2–3        | 1–3        | 0–3        | V    | P    | R     | V      | P      | R      |
| --- | -------------- | --- | ----- | ----- | ----- | ---------- | ---------- | ---------- | ---------- | ---------- | ---------- | ---- | ---- | ----- | ------ | ------ | ------ |
| 1   | Brasil         | 20  | 7     | 7     | 0     | 3          | 3          | 1          | 0          | 0          | 0          | 21   | 5    | 4.200 | 628    | 539    | 1.165  |
| 2   | Estados Unidos | 18  | 7     | 6     | 1     | 4          | 2          | 0          | 0          | 0          | 1          | 18   | 5    | 3.600 | 586    | 506    | 1.158  |
| 3   | Rússia         | 13  | 7     | 4     | 3     | 2          | 2          | 0          | 1          | 2          | 0          | 16   | 11   | 1.455 | 653    | 600    | 1.088  |
| 4   | Sérvia         | 11  | 7     | 4     | 3     | 2          | 1          | 1          | 0          | 1          | 2          | 13   | 12   | 1.083 | 565    | 549    | 1.029  |
| 5   | Turquia        | 10  | 7     | 3     | 4     | 1          | 1          | 1          | 2          | 2          | 0          | 15   | 15   | 1,000 | 654    | 640    | 1.022  |
| 6   | Bulgária       | 6   | 7     | 2     | 5     | 1          | 0          | 1          | 1          | 2          | 2          | 10   | 17   | 0.588 | 565    | 611    | 0.925  |
| 7   | Países Baixos  | 6   | 7     | 2     | 5     | 1          | 1          | 0          | 0          | 3          | 2          | 9    | 16   | 0.563 | 542    | 591    | 0.917  |
| 8   | Cazaquistão    | 0   | 7     | 0     | 7     | 0          | 0          | 0          | 0          | 0          | 7          | 0    | 21   | 0,000 | 368    | 525    | 0.701  |

| Data  |          | Placar |                | 1º Set | 2º Set | 3º Set | 4º Set | 5º Set | Total   |
| ----- | -------- | ------ | -------------- | ------ | ------ | ------ | ------ | ------ | ------- |
| 1 out | Sérvia   | 3–0    | Países Baixos  | 25–22  | 25–23  | 25–23  |        |        | 75–68   |
| 1 out | Turquia  | 1–3    | Estados Unidos | 29–27  | 19–25  | 23–25  | 15–25  |        | 86–102  |
| 1 out | Brasil   | 3–0    | Cazaquistão    | 25–22  | 25–22  | 25–18  |        |        | 75–62   |
| 1 out | Bulgária | 1–3    | Rússia         | 23–25  | 15–25  | 28–26  | 19–25  |        | 85–101  |
| 2 out | Sérvia   | 3–0    | Cazaquistão    | 25–13  | 25–15  | 25–20  |        |        | 75–48   |
| 2 out | Turquia  | 3–2    | Rússia         | 19–25  | 25–27  | 25–22  | 25–22  | 15–13  | 109–109 |
| 2 out | Brasil   | 3–1    | Países Baixos  | 23–25  | 25–20  | 25–16  | 25–16  |        | 98–77   |
| 2 out | Bulgária | 0–3    | Estados Unidos | 17–25  | 19–25  | 16–25  |        |        | 52–75   |
| 4 out | Sérvia   | 0–3    | Estados Unidos | 22–25  | 20–25  | 22–25  |        |        | 64–75   |
| 4 out | Turquia  | 3–1    | Países Baixos  | 23–25  | 25–17  | 25–16  | 25–20  |        | 98–78   |
| 4 out | Brasil   | 3–1    | Rússia         | 25–17  | 25–27  | 25–19  | 27–25  |        | 102–88  |
| 4 out | Bulgária | 3–0    | Cazaquistão    | 25–22  | 25–15  | 25–13  |        |        | 75–50   |
| 5 out | Sérvia   | 0–3    | Rússia         | 26–28  | 18–25  | 17–25  |        |        | 61–78   |
| 5 out | Turquia  | 3–0    | Cazaquistão    | 25–15  | 25–13  | 25–14  |        |        | 75–42   |
| 5 out | Brasil   | 3–0    | Estados Unidos | 25–23  | 25–22  | 25–21  |        |        | 75–66   |
| 5 out | Bulgária | 1–3    | Países Baixos  | 26–24  | 21–25  | 23–25  | 16–25  |        | 86–99   |

## Terceira fase

### Grupo G
- Local: Mediolanum Forum, Milão

|     |                |     | Jogos | Jogos | Jogos | Resultados | Resultados | Resultados | Resultados | Resultados | Resultados | Sets | Sets | Sets  | Pontos | Pontos | Pontos |
| Pos | Equipe         | Pts | T     | V     | D     | 3–0        | 3–1        | 3–2        | 2–3        | 1–3        | 0–3        | V    | P    | R     | V      | P      | R      |
| --- | -------------- | --- | ----- | ----- | ----- | ---------- | ---------- | ---------- | ---------- | ---------- | ---------- | ---- | ---- | ----- | ------ | ------ | ------ |
| 1   | Itália         | 6   | 2     | 2     | 0     | 1          | 1          | 0          | 0          | 0          | 0          | 6    | 1    | 6,000 | 162    | 142    | 1.141  |
| 2   | Estados Unidos | 3   | 2     | 1     | 1     | 0          | 1          | 0          | 0          | 0          | 1          | 3    | 4    | 0.750 | 155    | 165    | 0.939} |
| 3   | Rússia         | 0   | 2     | 0     | 2     | 0          | 0          | 0          | 0          | 2          | 0          | 2    | 6    | 0.333 | 167    | 177    | 0.944  |

| Data   |                | Placar |                | 1º Set | 2º Set | 3º Set | 4º Set | 5º Set | Total |
| ------ | -------------- | ------ | -------------- | ------ | ------ | ------ | ------ | ------ | ----- |
| 8 out  | Itália         | 3–0    | Estados Unidos | 25–23  | 25–22  | 25–20  |        |        | 75–65 |
| 9 out  | Estados Unidos | 3–1    | Rússia         | 25–19  | 25–23  | 15–25  | 25–23  |        | 90–90 |
| 10 out | Itália         | 3–1    | Rússia         | 25–12  | 25–17  | 12–25  | 25–23  |        | 87–77 |

### Grupo H
- Local: Mediolanum Forum, Milão

|     |                      |     | Jogos | Jogos | Jogos | Resultados | Resultados | Resultados | Resultados | Resultados | Resultados | Sets | Sets | Sets  | Pontos | Pontos | Pontos |
| Pos | Equipe               | Pts | T     | V     | D     | 3–0        | 3–1        | 3–2        | 2–3        | 1–3        | 0–3        | V    | P    | R     | V      | P      | R      |
| --- | -------------------- | --- | ----- | ----- | ----- | ---------- | ---------- | ---------- | ---------- | ---------- | ---------- | ---- | ---- | ----- | ------ | ------ | ------ |
| 1   | Brasil               | 6   | 2     | 2     | 0     | 2          | 0          | 0          | 0          | 0          | 0          | 6    | 0    | MAX   | 150    | 107    | 1.402  |
| 2   | China                | 2   | 2     | 1     | 1     | 0          | 0          | 1          | 0          | 0          | 1          | 3    | 5    | 0.600 | 160    | 183    | 0.874  |
| 3   | República Dominicana | 1   | 2     | 0     | 2     | 0          | 0          | 0          | 1          | 0          | 1          | 2    | 6    | 0.333 | 165    | 185    | 0.892  |

| Data   |        | Placar |                      | 1º Set | 2º Set | 3º Set | 4º Set | 5º Set | Total   |
| ------ | ------ | ------ | -------------------- | ------ | ------ | ------ | ------ | ------ | ------- |
| 8 out  | Brasil | 3–0    | China                | 25–19  | 25–16  | 25–15  |        |        | 75–50   |
| 9 out  | China  | 3–2    | República Dominicana | 22–25  | 23–25  | 25–23  | 25–23  | 15–12  | 110–108 |
| 10 out | Brasil | 3–0    | República Dominicana | 25–19  | 25–21  | 25–17  |        |        | 75–57   |

## Fase final
- Local: Mediolanum Forum, Milão

|  | Semifinais     | Semifinais     |   |               | Final         | Final |  |
|  |                |                |   |               |               |       |  |
|  | 11 de outubro  |                |   |               |               |       |  |
|  | Itália         | 1              |   |               |               |       |  |
|  | China          | 3              |   |               |               |       |  |
|  |                |                |   |               |               |       |  |
|  |                |                |   |               | 12 de outubro |       |  |
|  |                |                |   |               | China         | 1     |  |
|  |                | Estados Unidos | 3 |               |               |       |  |
|  |                |                |   |               |               |       |  |
|  |                |                |   |               |               |       |  |
|  |                |                |   |               | 3º lugar      |       |  |
|  | 11 de outubro  | 11 de outubro  |   | 12 de outubro | 12 de outubro |       |  |
|  | Estados Unidos | 3              |   | Itália        | 2             |       |  |
|  | Brasil         | 0              |   |               | Brasil        | 3     |  |

### Semifinais
| Data   |                | Placar |        | 1º Set | 2º Set | 3º Set | 4º Set | 5º Set | Total  |
| ------ | -------------- | ------ | ------ | ------ | ------ | ------ | ------ | ------ | ------ |
| 11 out | Estados Unidos | 3–0    | Brasil | 25–18  | 29–27  | 25–20  |        |        | 79–65  |
| 11 out | Itália         | 1–3    | China  | 21–25  | 20–25  | 25–20  | 28–30  |        | 94–100 |

### Disputa pelo terceiro lugar
| Data   |        | Placar |        | 1º Set | 2º Set | 3º Set | 4º Set | 5º Set | Total  |
| ------ | ------ | ------ | ------ | ------ | ------ | ------ | ------ | ------ | ------ |
| 12 out | Itália | 2–3    | Brasil | 15–25  | 13–25  | 25–22  | 25–22  | 7–15   | 85–109 |

### Final
| Data   |       | Placar |                | 1º Set | 2º Set | 3º Set | 4º Set | 5º Set | Total |
| ------ | ----- | ------ | -------------- | ------ | ------ | ------ | ------ | ------ | ----- |
| 12 out | China | 1–3    | Estados Unidos | 25–27  | 20–25  | 25–16  | 24–26  |        | 94–94 |

## Classificação final
| Campeão | Vice-campeão | Terceiro lugar |
| Estados Unidos Alisha Glass · Kayla Banwarth · Courtney Thompson · Nicole Davis · Kristin Hildebrand · Jordan Larson · Kelly Murphy · Christa Harmotto · Nicole Fawcett · Kimberly Hill · Foluke Akinradewo · Kelsey Robinson · TeTori Dixon · Rachael Adams | China Yuan Xinyue · Zhu Ting · Yang Fangxu · Shen Jingsi · Yang Junjing · Wei Qiuyue · Zeng Chunlei · Liu Xiaotong · Shan Danna · Xu Yunli · Hui Ruoqi · Chen Zhan · Wang Huimin · Wang Na | Brasil Fabiana Claudino · Dani Lins · Ana Carolina da Silva · Adenízia da Silva · Thaísa Menezes · Jaqueline Carvalho · Gabriela Guimarães · Tandara Caixeta · Natália Pereira · Sheilla Castro · Fernanda Garay · Josefa Fabíola de Souza · Camila Brait · Léia Silva |

| 4  | Itália               |
| 5  | República Dominicana |
| 5  | Rússia               |
| 7  | Japão                |
| 7  | Sérvia               |
| 9  | Alemanha             |
| 9  | Turquia              |
| 11 | Bélgica              |
| 11 | Bulgária             |
| 13 | Croácia              |
| 13 | Países Baixos        |
| 15 | Azerbaijão           |
| 15 | Cazaquistão          |
| 17 | Argentina            |
| 17 | Canadá               |
| 17 | Porto Rico           |
| 17 | Tailândia            |
| 21 | Camarões             |
| 21 | Cuba                 |
| 21 | México               |
| 21 | Tunísia              |

## Prêmios individuais
A seleção do campeonato foi composta pelas seguintes jogadoras:
- MVP (Most Valuable Player):  Kimberly Hill